# 12571 Occhiogrosso
12571 Occhiogrosso eller 1999 NM2 är en asteroid i huvudbältet som upptäcktes den 12 juli 1999 av LINEAR i Socorro County, New Mexico. Den är uppkallad efter Justin Occhiogrosso.
Asteroiden har en diameter på ungefär 3 kilometer.